# ロイヤルペンギン
ロイヤルペンギン（学名：Eudyptes schlegeli）は、南極大陸周辺の海に生息するペンギン。学名の種小名は、ドイツの動物学者ヘルマン・シュレーゲルへの献名である。

## 形態・分布
マカロニペンギンによく似ているが、マカロニペンギンは顔が黒いのに対して、ロイヤルペンギンは顔とあごが白い。体長はおよそ70センチメートルで体重は約6キログラム。マッコーリー島でのみ繁殖し、他のペンギンと同様に一日の大部分を遠洋の海上で過ごす。

## 生態
餌はオキアミや魚を主に食べ、まれにイカも食する。
ロイヤルペンギンはマカロニペンギンとの間に種間雑種をつくることができ、そのためロイヤルペンギンがマカロニペンギンの亜種であるという説がある。なお、その他のペンギンでも稀に雑種が生まれることは、以前から知られていた。

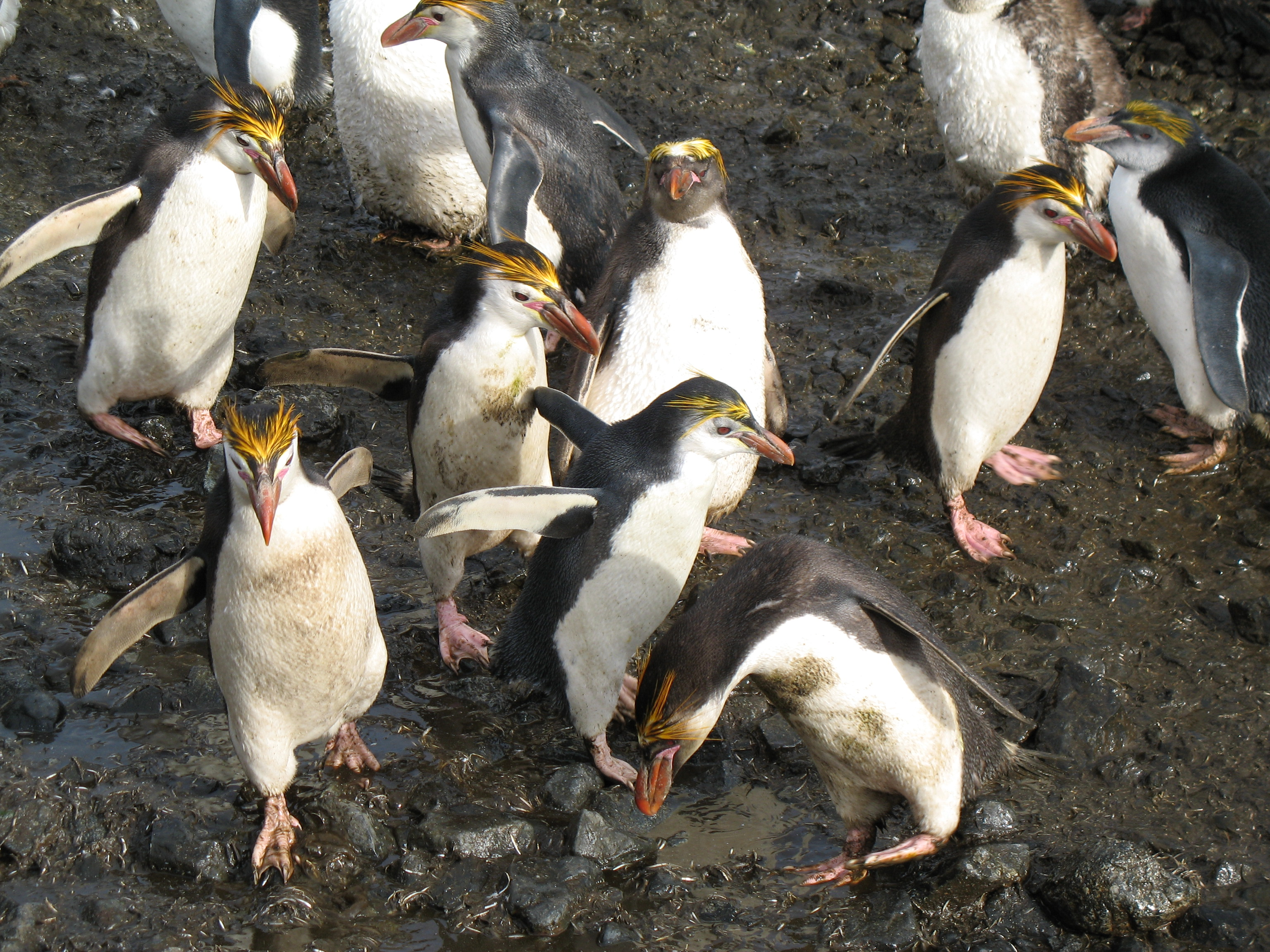
ロイヤルペンギン

海鳥の多くがするように、ロイヤルペンギンも大規模な繁殖群を形成する。場所は浜辺や、裸地の中でも植物のある斜面、海岸から1マイル（約	1609メートル）ほど内陸の丘などで、砂を掘った浅いくぼみ状の巣を作り、そこに小石を置く。繁殖期は9月に始まり、10月から産卵が始まる。卵は2個産まれるが、1つ目の卵はメスが巣の外に捨ててしまい、通常は第2卵のみが巣で親に暖められる。抱卵期間はおよそ35日で、最初の数日は頻繁に交替するが、その後メスとオスがそれぞれ2週間弱ずつ交替で抱卵する。生後10～20日間は片方の親（主にオス）がヒナを抱いて面倒を見るが、その後は「クレイシ」と呼ばれるヒナだけの群れを作り、両親は探餌に出かける。親鳥は1日に2、3回、餌を与えにクレイシに来る。ヒナは約2ヶ月で羽が生え揃い、クレイシを解散して巣立つ。若鳥は6年後にまた、繁殖のために帰ってくる。

ロイヤルペンギンの繁殖地
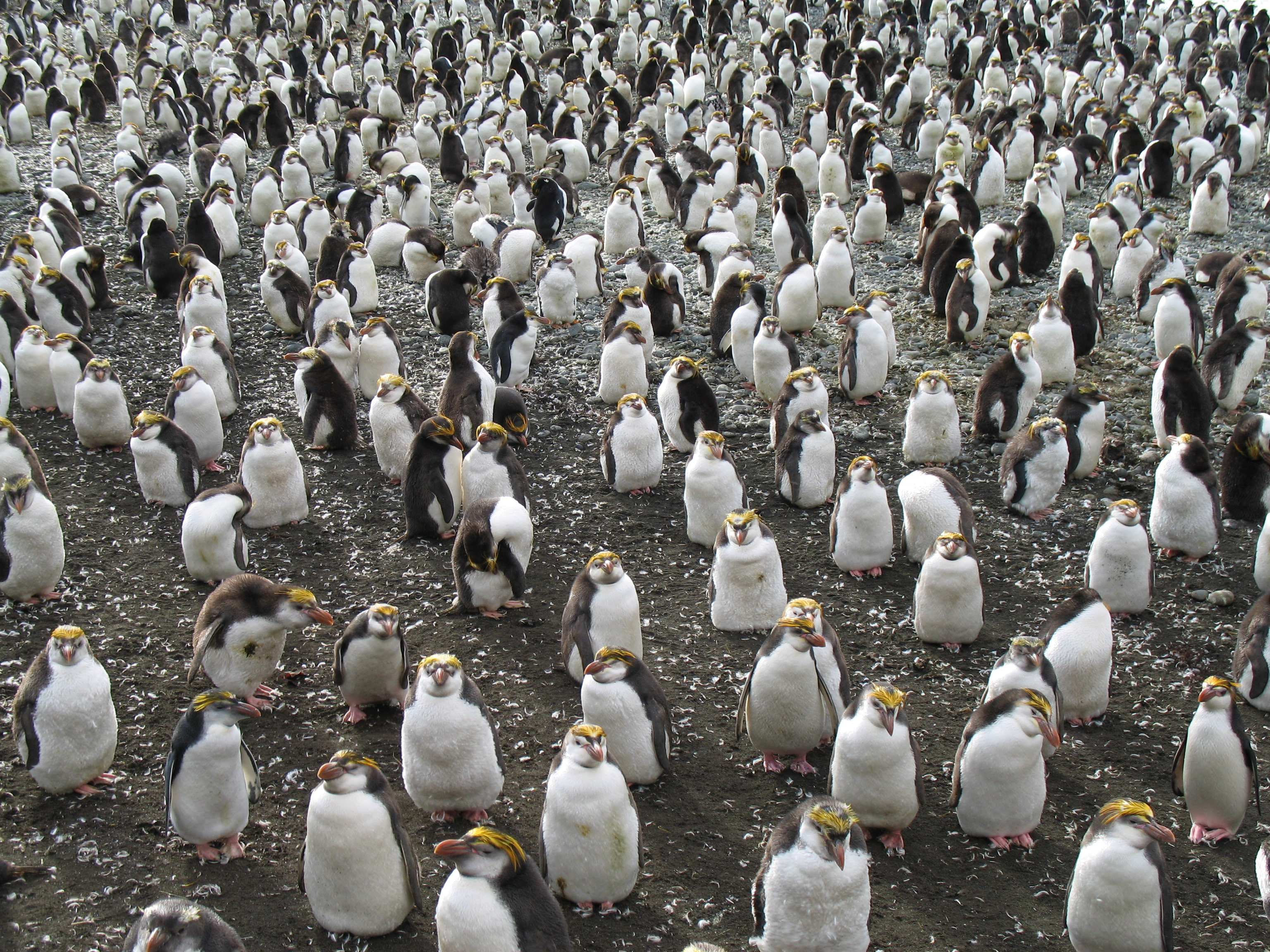
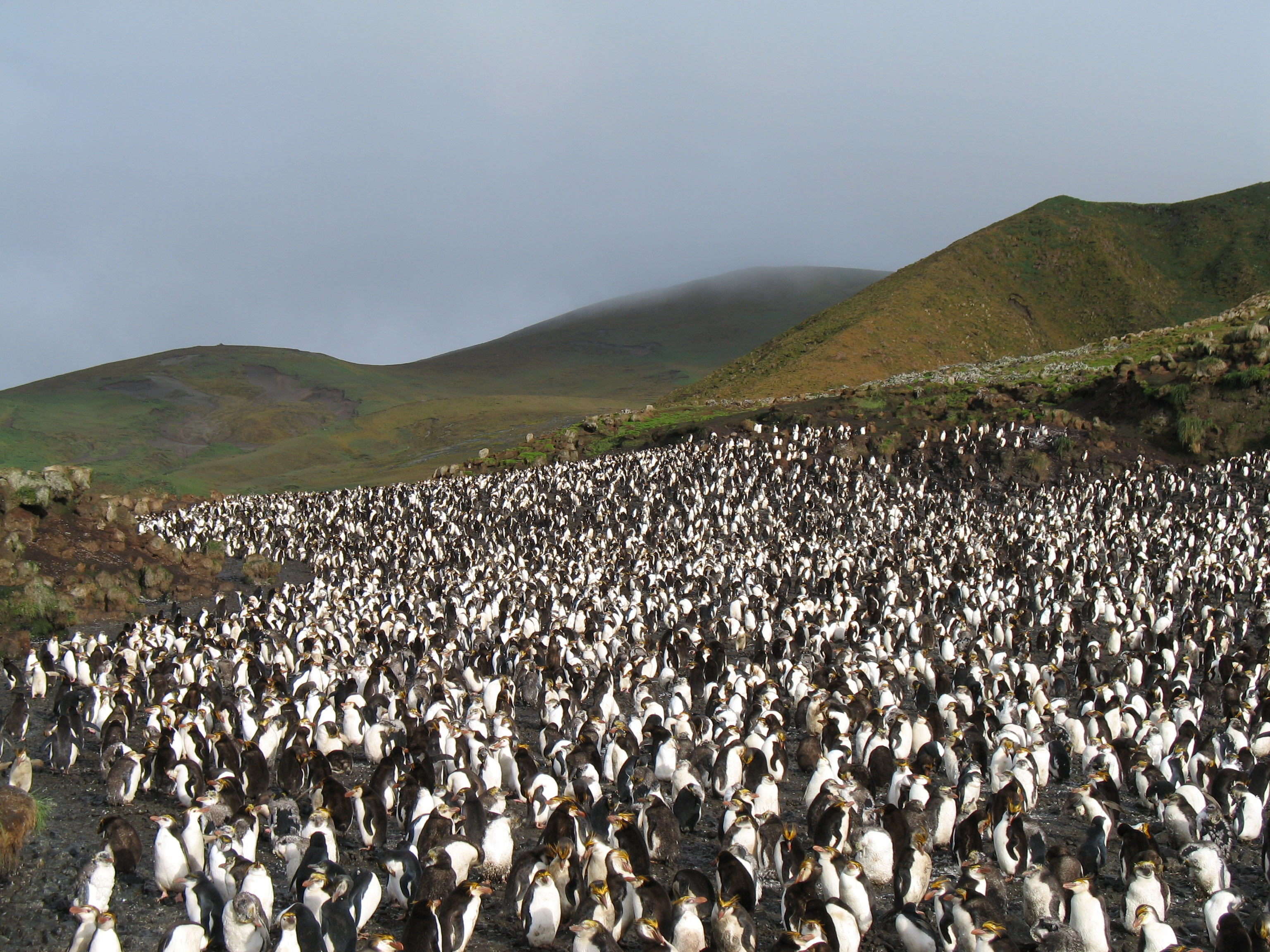
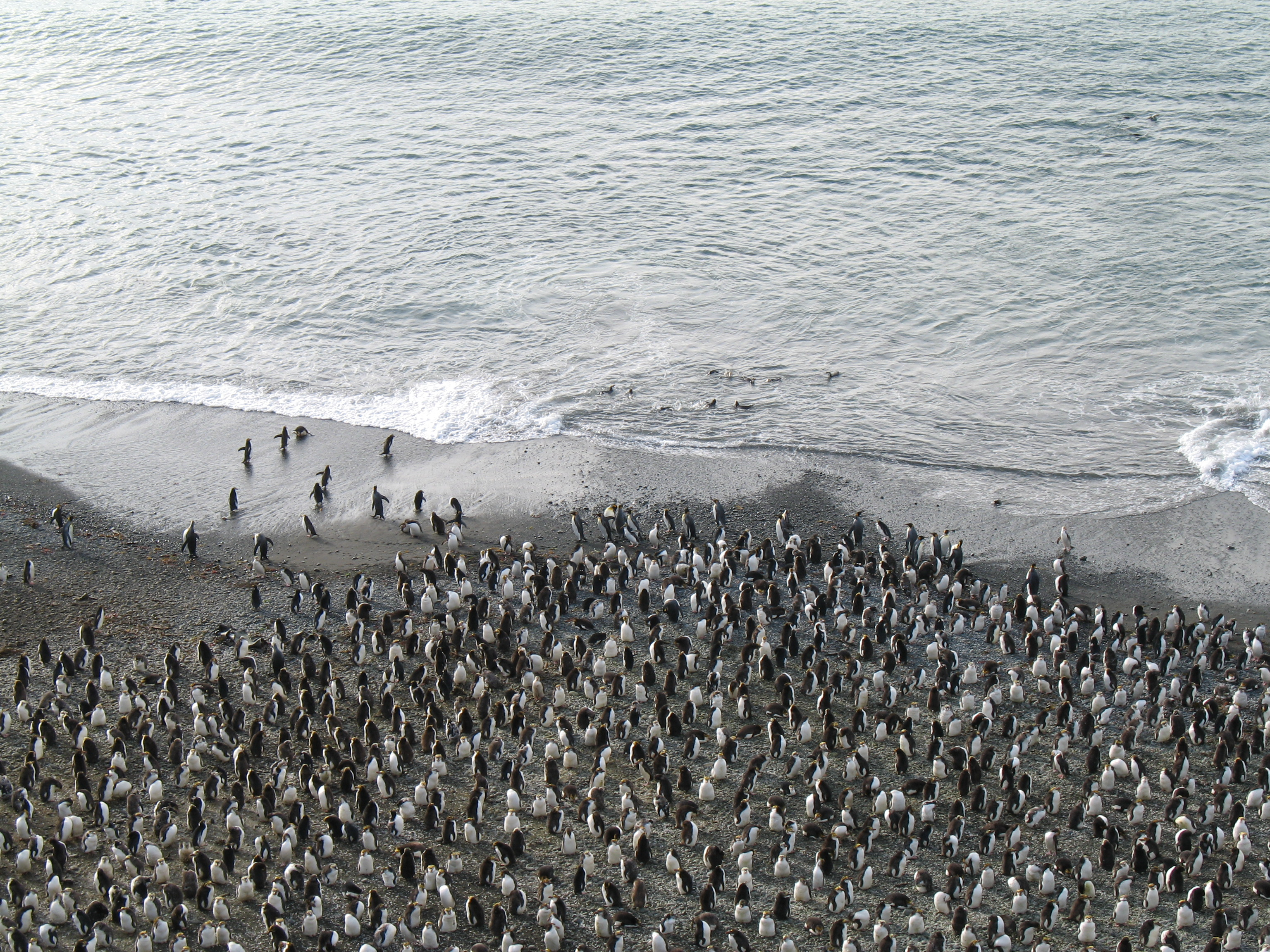

## 個体数の減少と回復
ロイヤルペンギンは、過去には油の採取のため狩猟の対象となっていたことがあり、1870年～1919年の間、タスマニア植民地政府はロイヤルペンギンの狩猟許可を与えていた。そのため、毎年15万匹（平均）ものペンギン（ロイヤルペンギンのほかキングペンギンも含む）が狩られていた。マッコーリー島でのペンギン猟が禁止されてからは個体数は回復し、現在では140万羽にまで増加した。